# Golubinje
Golubinje (cyr. Голубиње) – wieś w Serbii, w okręgu borskim, w gminie Majdanpek. W 2011 roku liczyła 736 mieszkańców.